# NGC 7052
NGC 7052 is een elliptisch sterrenstelsel in het sterrenbeeld Vosje. Het hemelobject werd op 10 september 1784 ontdekt door de Duits-Britse astronoom William Herschel.

## Synoniemen
- UGC 11718
- MCG 4-50-6
- ZWG 471.5
- PGC 66537